# Giro di Norvegia (1983-1992)
Il Giro di Norvegia è stato una corsa a tappe maschile di ciclismo su strada che si svolgeva in Norvegia fra gli anni ottanta e novanta; nel periodo 1986-1989 la gara non fu disputata; fu ripristinata nel 2011 nel calendario dell'UCI Europe Tour nella nuova veste del Tour of Norway.

## Albo d'oro
Aggiornato all'edizione 1992.
| Anno      | Vincitore          | Secondo           | Terzo             |
| --------- | ------------------ | ----------------- | ----------------- |
| 1983      | Francesco Moser    | Per Christiansson | Kjell Nilsson     |
| 1984      | Dag Erik Pedersen  | Atle Kvålsvoll    | Sergej Ermačenko  |
| 1985      | Henk Lubberding    | Olaf Lurvik       | Dag Erik Pedersen |
| 1986-1989 | non disputata      | non disputata     | non disputata     |
| 1990      | Olaf Lurvik        | Dag Erik Pedersen | Mario Hernig      |
| 1991      | Dag Erik Pedersen  | Bjørn Stenersen   | Bo André Namvedt  |
| 1992      | Dag Otto Lauritzen | Bjørn Stenersen   | Dag Erik Pedersen |

## Statistiche

### Vittorie per nazione
Aggiornato all'edizione 1992.
| Pos. | Nazione     | Vittorie |
| ---- | ----------- | -------- |
| 1    | Norvegia    | 4        |
| 2    | Italia      | 1        |
| 2    | Paesi Bassi | 1        |